# Easy Rider
Easy Rider is een film uit 1969 van Dennis Hopper met in de hoofdrollen Dennis Hopper, Peter Fonda, Jack Nicholson en Karen Black.
De film is gebaseerd op een scenario van Hopper en Fonda en heeft een grote cultstatus.
Bij het uitkomen van Easy Rider werden alle bezoekerrecords gebroken. De film die voor een schijntje was gemaakt (400.000 dollar) bracht in de VS 40 miljoen dollar op en wereldwijd 60 miljoen dollar (januari 1972). Het succes leidde ertoe dat de New Hollywood-fase werd versneld, een fase in de geschiedenis van de Amerikaanse filmindustrie waarbij de studio's jonge avant-garderegisseurs de kans gaven films te maken waarover ze complete controle hadden.
Het was de eerste film afkomstig uit de protestcultuur van de hippie-beweging, en daarmee de eerste film die inging op deze jeugdcultuur. De soundtrack bestond volledig uit popmuziek met nummers van vooral The Byrds, maar ook The Band, Jimi Hendrix en Steppenwolf. Centraal in de film staan de tegenstellingen tussen jeugd en de oudere generaties en het platteland en de stad. Maar vooral is Easy Rider een ode aan de vrijheid en het weidse Amerikaanse landschap.
In 1998 werd de film vanwege het historische, esthetische en culturele belang opgenomen in het National Film Registry van de Amerikaanse Library of Congress.

## Verhaal
Het verhaal gaat over twee motorrijders, Billy en Wyatt, die een cocaïnedeal sluiten om "rijk" te zijn en op deze manier volledige vrijheid te verkrijgen. Ze reizen op hun choppers door het Amerikaanse landschap en dromen van vrijheid en geluk. Ergens voor de Rocky Mountains ontmoeten ze een hippie, die ze een lift naar zijn commune geven. Hier zien ze hoe vrijheid weer afgenomen kan worden.
Daarna besluiten ze Mardi Gras te gaan vieren in New Orleans. Ze rijden op de reis daarnaartoe door een fanfare heen en worden gearresteerd. In eerste instantie worden ze in de gevangenis slecht behandeld, maar als een jonge advocaat het voor ze opneemt, worden ze al snel vrijgelaten. Ze besluiten de advocaat, die alcoholist is, mee te nemen naar Mardi Gras, omdat hij gratis kaartjes voor het beste bordeel van de VS heeft en omdat hij hen geholpen heeft.
Tijdens een stop worden ze erg bekeken vanwege hun lange haar en vreemde kleren, wat ertoe leidt dat ze moeten vluchten. Ze worden alsnog in elkaar geslagen, waarbij de advocaat het leven laat. Om van het lijk af te komen, verbranden ze dit. Vervolgens besluiten ze toch het bordeel te bezoeken. Ze komen twee prostituees tegen en worden verliefd. Op het kerkhof nemen ze lsd, waarna ze een slechte 'trip' beleven.
Tijdens de laatste etappe van de reis komen ze twee eendenjagers in een grote Amerikaanse pick-up tegen, die proberen hen de stuipen op het lijf te jagen door te dreigen en te schieten. De hoofdpersonen negeren dit echter volledig, één steekt zelfs zijn middelvinger op. Deze respectloze daad van een 'minderwaardige' langharige kost hem zijn leven. Zijn metgezel wil hem redden door een arts te zoeken, maar wordt, omdat hij getuige is, ook vermoord. Zo komt er een einde aan de droom van vrijheid.

## Rolverdeling

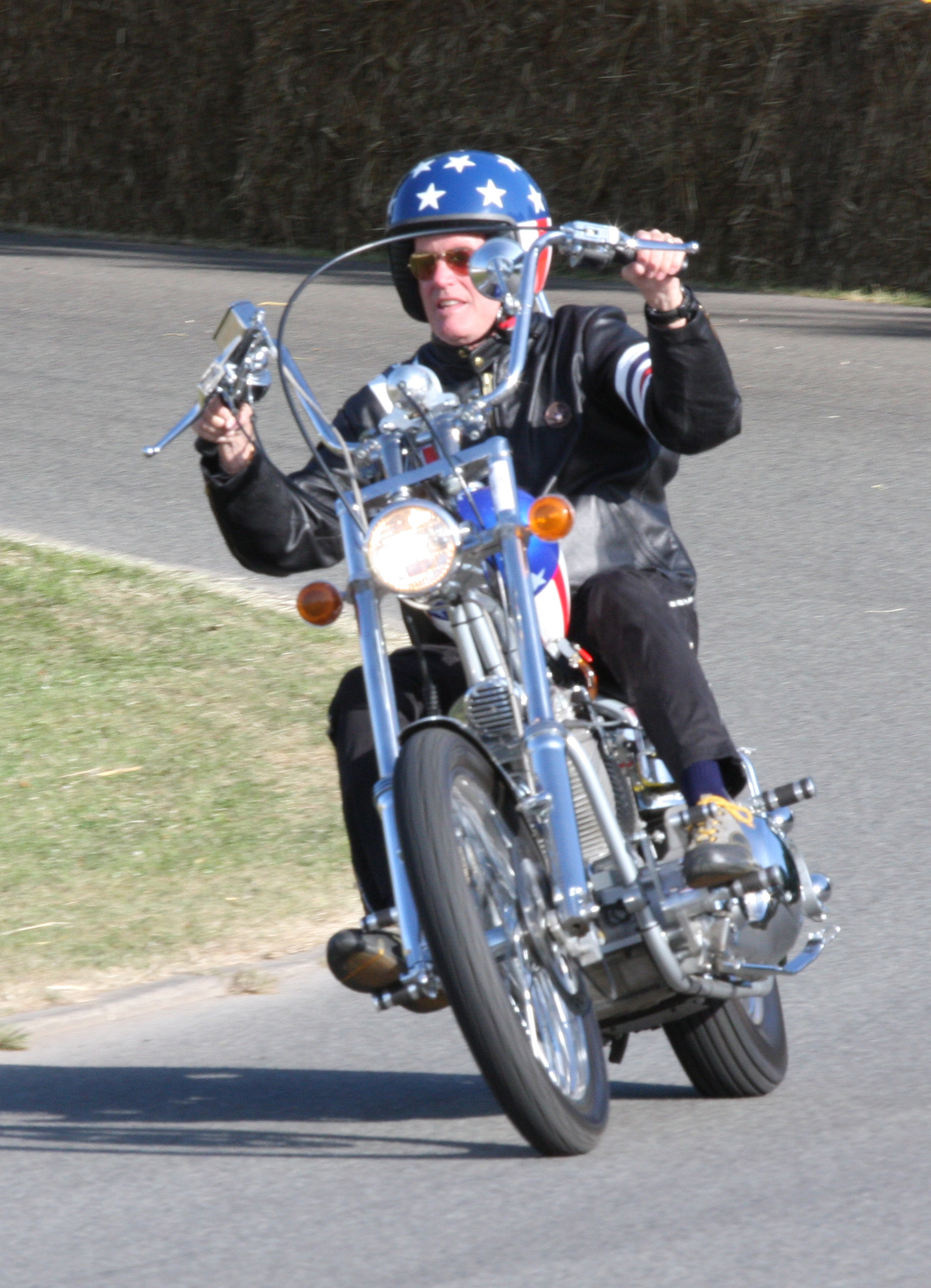
Peter Fonda op een replica van zijn "Captain America"-Harley

| Acteur            | Personage                 |
| ----------------- | ------------------------- |
| Peter Fonda       | Wyatt                     |
| Dennis Hopper     | Billy                     |
| Jack Nicholson    | George Hanson             |
| Luke Askew        | Vreemdeling op de snelweg |
| Phil Spector      | Connection                |
| Karen Black       | Karen                     |
| Toni Basil        | Mary                      |
| Antonio Mendoza   | Jesus                     |
| Mac Mashourian    | Lijfwacht                 |
| Warren Finnerty   | Rancher                   |
| Tita Colorado     | Vrouw van rancher         |
| Luana Anders      | Lisa                      |
| Sabrina Scharf    | Sarah                     |
| Robert Walker jr. | Jack                      |
| Sandy Brown Wyeth | Joanne                    |

## Voorgeschiedenis

### The Loners
In 1967 was acteur Peter Fonda in Toronto bezig met de publiciteitscampagne voor de film The Trip van Roger Corman. Een van zijn fans vroeg hem een handtekening te zetten op een foto waarop Fonda stond afgebeeld met acteur Bruce Dern. De foto kwam uit de film The Wild Angels (1967), en ging over een groep Hells Angels in San Pedro. De foto gaf Fonda een flits van inspiratie. In zijn autobiografie "Don't tell Dad" zag hij een visioen van een film over motorrijders, seks en drugs. Niet de zoveelste Hells Angelsfilm, maar een moderne versie van de western The Searchers (1956) van John Ford, waarbij hij en Dennis Hopper als John Wayne en Jeffrey Hunter op zoek waren naar Natalie Wood, maar waarbij Wood zou zijn vervangen door de VS. Een roadmovie gecombineerd met een moderne western, waarbij het tweetal zou worden vermoord door een groep hillbillies.
Opgewonden keerde Fonda terug naar zijn hotel; het visioen bleef door zijn hoofd spoken en midden in de nacht belde hij zijn vriend Dennis Hopper en presenteerde zijn idee. Hopper, die na een aantal teleurstellingen in Hollywood overwoog om een baan als leraar aan te nemen, was meteen enthousiast. In zijn hoofd schoten de ideeën al op en neer en hij stelde voor om de motorrijders 'Wyatt' en 'Billy' te noemen (naar de westernhelden Wyatt Earp en Billy the Kid). Ter plekke werd een titel bedacht: "The Loners". Hopper zou de regie doen en Fonda de productie; beide acteurs zouden het scenario schrijven en de hoofdrollen spelen.

### Raybert
Peter Fonda vloog vervolgens naar Frankrijk voor de opnamen van "Metzengerstein," een onderdeel van de fantasyfilm in drie delen Spirits of the Dead (1968). Deze film werd geregisseerd door Fonda's zwager Roger Vadim en zijn zuster Jane Fonda speelde de hoofdrol. Tijdens de productie ontmoette Fonda scenarist Terry Southern die had meegewerkt aan Dr. Strangelove (1964). Toen Fonda zijn idee voor "The Loners" omschreef was Southern gelijk enthousiast. Hij beloofde mee te werken aan het scenario. Fonda en Hopper probeerden het project te verkopen aan American International Pictures met Roger Corman als executive producer. De studio aarzelde echter en eiste vervolgens te veel aanpassingen.
Fonda zette "The Loners" even opzij en ging met een ander project verder: een politieke film onder de titel "The Queen" bedacht door hemzelf, Hopper en toneelschrijver Michael McClure. Ze presenteerden het project aan Bob Rafelson en Bert Schneider van Raybert Productions. Raybert was rijk geworden van de historie The Monkees en had geld te besteden. Rafelson en Schneider zag niets in The Queen, maar waren wel gecharmeerd van The Loners. Fonda en Hopper kregen een klein budget om de film te realiseren en moesten vrijwel onmiddellijk aan het werk. Een belangrijk deel van de film speelde namelijk tijdens Mardi Gras in New Orleans en dat festival naderde snel. Toen de deal met Raybert werd gesloten was ook de naam van het project gewijzigd. Terry Southern stelde voor om de film Easy Rider te noemen.

### Scenario
Samen met Southern ging Fonda weer terug naar Los Angeles om met Dennis Hopper te werken aan het scenario. Hopper had inmiddels de verhaallijn uitgewerkt en een derde personage toegevoegd: de alcoholische advocaat George Hanson. Hij had ook bevestiging van acteur Rip Torn om dit personage te vertolken. Terry Southern nam een bandrecorder mee en Hopper sprak zijn ideeën in. Vervolgens werkte Southern de aantekeningen uit tot een scenario van 21 pagina's. Zo werd onder andere besloten dat het personage van Wyatt zou worden gebaseerd op Roger McGuinn, de voorman van popgroep The Byrds en Billy op David Crosby van dezelfde groep. Het scenario was eigenlijk niet meer dan een uitgebreid synopsis. Dialogen zouden worden geïmproviseerd en er was maar een vaag idee hoe de film verder zou verlopen.

### Acteurs
Besloten werd dat Fonda de rol van Wyatt zou spelen en Hopper die van Billy. De derde belangrijke rol in de film, die van George Hanson, werd speciaal geschreven voor acteur Rip Torn, een vriend van Terry Southern. Begin 1968 ontmoette Rip Torn Hopper en Fonda in een restaurant in New York om de rol te bespreken. Torn kwam uit Texas en begon zich te ergeren aan Dennis Hopper die maar door bleef praten over die 'rotzakken van een rednecks' die hij was tegengekomen tijdens een locatiescouting in het zuiden van de VS. Het liep uit de hand en het scheelde niet veel of Hopper en Torn waren elkaar in de haren gevlogen. Hopper was zo kwaad dat Torn de rol niet kreeg. In zijn plaats werd Jack Nicholson gekozen. Voor hem was dit zijn definitieve doorbraak in Hollywood.
In 1994 werd Hopper door Jay Leno geïnterviewd over Easy Rider in The Tonight Show. De acteur/regisseur zei toen dat Rip Torn hem in het restaurant met een mes had bedreigd. Het kwam Hopper op een proces wegens smaad te staan, dat hij verloor. Voordat Nicholson werd gekozen, was Jack Starlett kandidaat voor de rol van Hanson, maar hij weigerde. Bruce Dern had ook belangstelling voor de rol maar de acteur had al filmopnames voor een ander project. Het grootste deel van de acteurs werd gekozen na de opnames in New Orleans (voor de Mardi Grasscènes) bijvoorbeeld Luke Askew, Luana Anders, Robert Walker, Jr. en Sabrina Scharf. Allemaal acteurs die Fonda kende van films van Roger Corman als The Trip. Een van de vrouwen in de commune is de een jaar later voor een Academy Award genomineerde Carrie Snodgress. Zij debuteerde in Easy Rider.

## Productie

### Preproductie
Mardi Gras in New Orleans speelde een grote rol in de film, en het festival was al begonnen. Hopper reisde met een haastig bijeen gehaalde filmploeg naar de hoofdstad van Louisiana. Behalve Fonda ging ook actrice Karen Black mee, net als danseres en choreografe Toni Basil. Black en Basil speelden twee prostituees die met de motorrijders aanpappen. Er was meer dan voldoende alcohol en drugs en Hopper genoot met volle teugen. Maar de drugs maakten hem paranoïde en hij kreeg grote problemen met de filmploeg. Hopper had het gevoel dat hij de controle verloor en dat de filmploeg uit was op een machtsovername. Op zeker ogenblik ontstond er ruzie met cinematograaf Barry Feinstein over het filmen van neonlicht in de regen. Hopper beschadigde de gitaar van Feinstein en gooide een televisietoestel naar hem. Ze gingen op de vuist en konden met moeite gescheiden worden. Feinstein verliet de set en werd vervangen door Laszlo Kovacs. De gebruikte film in de preproductie was 16 mm, maar voor de rest van de opnamen zou 35 mm worden gebruikt.

### Improvisaties
De film werd opgenomen tussen maart en mei 1968. Er werd snel gewerkt, eigenlijk zonder scenario en met veel improvisatie. Toen bijvoorbeeld de hippiecommune bij Taos (New Mexico) geen toestemming gaf om te filmen, bouwde men zelf een commune bij Santa Monica in Californië. Bij de opnamen in en bij het restaurant In Morgan City (Louisiana) huurde Fonda de lokale bevolking in als figuranten. Om de mannen te inspireren om woedend op Billy en Wyatt te reageren, vertelde Hopper dat de twee filmpersonages volgens het scenario een meisje hadden verkracht en vermoord.
Hopper gebruikte min of meer hetzelfde argument om Fonda tot een betere acteerprestatie te inspireren. Op de scène op het kerkhof moest Fonda, zogenaamd onder invloed van lsd, tegen een Madonnabeeld praten. Hopper zei tegen Fonda dat hij net moest doen alsof hij tegen zijn moeder sprak. Fonda's moeder had zelfmoord gepleegd toen hij tien was en hij was aanvankelijk niet blij met Hoppers regieaanwijzing. Later ging Fonda helemaal om en gebruikte zelfs Dylans "It's Alright, Ma (I'm Only Bleeding)" als achtergrondmuziek bij de scène.
Er werd zo veel mogelijk gebruikgemaakt van het natuurlijke daglicht en vrijwel alle buitenopnamen zijn zonder extra filmlampen geschoten. Tijdens het filmen zorgden twee trucks van ieder vijf ton voor het vervoer van de filmapparatuur en de motoren. De filmploeg had een camper ter beschikking. Nadat de opnamen waren afgerond, kwamen Hopper en Fonda erachter dat ze een kampvuurscène vergeten waren. De opnames werden alsnog gemaakt, maar zonder de motoren op de achtergrond, die waren inmiddels al gestolen of vernietigd.

### Drugs voor iedereen
Tijdens de opnamen vloeide de drank rijkelijk terwijl er voortdurend marihuana werd gerookt. Het druggebruik voor de camera was echt, althans wat betreft de marihuana. Er zijn tegensprekende berichten over het lsd- en cocaïnegebruik voor de camera. Volgens Fonda in zijn autobiografie, "Don't tell daddy", werd er geen lsd gebruikt tijdens de zogenaamde 'acid scène'. Andere bronnen zeggen weer dat er wel lsd werd gebruikt voor de camera, maar geen cocaïne. Fonda zegt in zijn biografie dat er sprake is van methodacting, omdat hij het effect van lsd kent, kan hij dit als acteur voor de camera overbrengen zonder de drug te gebruiken.
De lsd-scène ziet er in de film overigens apart uit met zijn vreemde lichteffecten. Dit was geen bewust effect, maar het gevolg van overbelichting toen een nog niet ontwikkelde film per ongeluk aan licht werd blootgesteld. Jack Nicholson vertelde later in een vraaggesprek met Time Magazine dat de acteurs 155 joints hadden gerookt voor de scènes bij het kampvuur. Steeds als de opnames werden stilgelegd voor een shot uit een andere hoek werd een nieuwe joint opgestoken die vrijwel geheel werd opgerookt. In de film zien we de personages tijdens deze scène langzaam stoned worden, maar volgens Nicholson had hij op zeker ogenblik zoveel gerookt dat hij zich moest dwingen om te acteren dat hij niet stoned was. Wat ook niet hielp was de regie van Hopper die inmiddels ook stoned was en hysterisch stond te lachen. Nicholson probeerde niet naar hem te kijken en zich te concentreren op zijn acteerwerk. Nicholson was niet de enige die last had van Hoppers druggebruik. De filmploeg was het zo zat dat ze door Hopper, onder invloed van drank en drugs, werd uitgescholden dat ze stiekem opnames van de regisseur maakten. De banden werden naar de studio gestuurd als verklaring voor het vertrek van verschillende leden van de filmploeg.

### De motoren
Easy Rider is bekend als een film met motorfietsen. Begin jaren zeventig hingen de tienerkamers in de VS en Europa vol met posters van Hopper en Fonda op de motorfiets. De gebruikte motorfietsen waren speciaal voor de film gebouwd door chopperbouwers Cliff Vaughs en Ben Hardy, gebaseerd op ideeën van Peter Fonda. Fonda kende Hardy nog van de opnamen voor "The Wild Angels" waarvoor de laatste de motorfietsen had gebouwd. Tijdens de opnamen waren monteurs Tex Hall en Dan Haggerty voor het onderhoud verantwoordelijk. Vaughs en Hardy kochten vier oude politiemotoren op een veiling, Harley-Davidsons van 1200 cc uit 1949, 1950 en 1952. Ze werd gekocht in één bod voor 500 dollar per stuk. De basis werd gevormd door 'hardtail'-frames met Panhead-motorblokken. Er werden vier motorfietsen gebouwd, waarvan twee als reserve.

### Captain America en de Billy Bike
De motor van Fonda kreeg de bijnaam "Captain America" vanwege de Amerikaanse vlag op de benzinetank. Deze motor werd op het einde van de film in brand gestoken. De andere drie motoren werden tijdens de productie gestolen. Dan Haggerty herbouwde de verbrande motor en exposeerde het exemplaar in een museum. De "Captain America"-replica werd vervolgens in 2001 op een veiling verkocht en kwam uiteindelijk in het National Motorcycle Museum in Anamosa, Iowa terecht. De andere motor werd simpelweg "Billy Bike" gedoopt. Deze motor was minder chopperachtig dan de "Captain America". De reden hiervoor was dat Dennis Hopper veel minder ervaring had met motoren dan Fonda. De "Captain America" was een echte uitgerekte chopper en moeilijk te berijden. Zelfs de passagiers, zoals Jack Nicholson in zijn rol als Hanson, hadden moeite met hun balans. Nicholson klemde op zeker moment zijn knieën zo stevig in Fonda's zij, dat de acteur een rib brak.
Een van de handelsmerken van de film was het jasje met de Amerikaanse vlag dat werd gedragen door Peter Fonda. Het was gemaakt door twee oude vrouwtjes uit Los Angeles. Fonda droeg het jasje terwijl hij de chopper inreed. Een hele week reed hij rond om zowel jasje als chopper een gebruikte indruk te geven. De politie was wantrouwend ten opzichte van de "hippie" op de motor die de Amerikaanse vlag misbruikte. Fonda werd zo vaak aangehouden dat hij overwoog het design te veranderen. Uiteindelijk besloot hij de vlag toch te handhaven.

### Postproductie
Nadat de film was opgenomen, begon de postproductie. Er lag kilometers aan film te wachten op de montage. Hopper werkte 22 uur aan een stuk om het filmmateriaal van vier uur terug te brengen tot 2 uur en 45 minuten, de zogenaamde flash-forwardversie. Hiermee probeerde hij de film een verhaalstructuur te geven waarbij in eerdere scènes al stukjes van latere scènes zitten, als een soort voorgevoel bij de personages van wat gaat komen. Maar Bob Rafelson en Bert Schneider keurden deze versie af. Het enige wat overbleef was de flash-forwardscène van Wyatt in het bordeel in New Orleans, waarin hij een voorgevoel heeft van het einde dat te zien is in de laatste scènes. Rafelson en Schneider haalden editor Henry Jaglom er bij om samen met editor Donn Cambern de film te monteren. Ze stuurden Hopper op reis naar Taos (New Mexico), om hem uit de weg te hebben. Cambern en Jaglom monteerden een versie van 95 minuten. Bij zijn terugkeer was de regisseur woedend over het eindresultaat van de montage. Hij vergeleek het met een tv-showmontage. Rafelson praatte op Hopper in en uiteindelijk ging hij overstag. Later zou Hopper zeggen dat Jaglom de film naar zijn idee had gemonteerd. Ondanks zijn grote inbreng in de montage kreeg Jaglom alleen een vermelding als montageconsulent.

### Locaties
Er werd gefilmd op verschillende plaatsen in de VS. Voor de buitenlocatie van gevangenisscènes werden opnamen gemaakt in 157 Bridge Street, Las Vegas, New Mexico, voor de binnenlocaties werd Bryans Gallery, Camino de la Placitas, Taos (New Mexico) gebruikt. Flagstaff in Arizona, een bekende naam op de Route 66-autoweg, leverde de locaties van de scènes bij het benzinestation (Sacred Mountain Mountain Gas Station - Highway 89), voor de scène waar de lifter wordt opgepikt (Sunset Crater Volcano National Monument) en voor de kampeerscène met de lifter (Wupatki National Monument). Arizona en Route 66 leverden meer locaties op, zoals Pine Breeze Inn - W. Route 66, Bellemont en verder Cottonwood, de Painted Desert, Prescott, Topock, Tucson en Valentine. New Orleans werd in de preproductie intensief gebruikt, zoals voor de Mardi Grasparade en de scènes op het kerkhof (St Louis No.1 Cemetery). Het redneckcafé stond in Morganza (Louisiana), terwijl aanvullende scènes werden gedraaid in Franklin, Krotz Springs, Lafayette en Lake Pontchartrain. Monument Valley in Utah vormde een groot decor evenals Ballarat en Malibu (de hippiecommune) in Californië. Los Angeles International Airport 1 was het decor voor de openingsscènes in de film.

## Muziek

### Achtergrond
Minstens zo belangrijk als de beelden waren de rocknummers die in Easy Rider zijn te horen. Al tijdens de montage luisterde editor Donn Cambern naar bestaande rockmuziek om het bekijken van eindeloze meters film van motorrijders die door het landschap rijden, dragelijk te maken. De rechten van de gebruikte muziek werden afgekocht voor 1 miljoen dollar. Het was aanvankelijk de bedoeling dat de nieuwe supergroep Crosby, Stills & Nash de liedjes voor de film zouden schrijven, maar toen de drie bandleden een ruwe versie van de film zagen met bestaande rocknummers zagen ze hier vanaf. Het enige nummer dat CS&N schreven voor de film was een nummer van Stephen Stills: "Find the Cost of Freedom". Dit was bedoeld voor de eindscène, maar Hopper zou het nummer uiteindelijk niet gebruiken. Het enige nieuwe nummer was Ballad of Easy Rider. Bob Dylan had de eerste regels van het nummer geschreven en liet het nummer vervolgens afmaken door Roger McGuinn die het ook uitvoerde. McGuinn zong ook het oorspronkelijke Dylannummer, "It's Alright, Ma (I'm Only Bleeding)" opnieuw in voor de film.

### Nummers
De volgende nummers zijn in de film (soms gedeeltelijk) te horen:
- "The Pusher" (Hoyt Axton) - uitgevoerd door Steppenwolf
- "Born to Be Wild" (Mars Bonfire) - uitgevoerd door Steppenwolf
- "I Wasn't Born to Follow" (Gerry Goffin & Carole King) - uitgevoerd door The Byrds
- "The Weight" (Robbie Robertson) - uitgevoerd door The Band
- "If You Want to Be a Bird" (Antonia Duren) - uitgevoerd door The Holy Modal Rounders
- "Don't Bogart Me" (Elliott Ingber/Larry Wagner) - uitgevoerd door Fraternity of Man
- "If Six Was Nine" (Jimi Hendrix) - uitgevoerd door The Jimi Hendrix Experience
- "Let's Turkey Trot" (Gerry Goffin & Jack Keller) - uitgevoerd door Little Eva
- "Kyrie Eleison" (David Axelrod) - uitgevoerd door The Electric Prunes
- "Flash, Bam, Pow" (Mike Bloomfield) - uitgevoerd door Electric Flag
- "It's Alright Ma (I'm Only Bleeding)" (Bob Dylan) - uitgevoerd door Roger McGuinn
- "Ballad of Easy Rider" (Roger McGuinn) - uitgevoerd door Roger McGuinn

### Trivia
De Welshe band Stereophonics hebben hun videoclip van de single I Wouldn't Believe Your Radio gebaseerd op de film.

## Belang

### Cinematografie en regie
Easy Rider is een voorbeeld van method acting; de acteurs doen in werkelijkheid wat de hoofdpersonen in de film doen, om zich beter te kunnen inleven. Bijna alle drugsscènes zijn dus echt (met uitzondering van de cocaïne- en lsd-scènes). Verhaallijnen worden zelden uitgeschreven, omdat de drugsgebruikers vanzelf een conversatie aangaan. Er wordt dus alleen aan de hand van sleutelbegrippen gestuurd. Ook de cinematografie en regie zijn volledig vrij. Het geheel berust op de wisselwerking tussen de acteur en de cameraman. Een bekend voorbeeld hierbij is de scène waarin de hoofdpersonen door de Painted Desert rijden. Een van de motoren zwenkt uit, waarbij hij de camera als het ware 'mee opzij' duwt. Hierdoor ontstaat een dynamisch effect. Ook kenmerkend voor de film is de zeer geringe aandacht die besteed wordt aan de verhaallijn. De kijker is geen deelgenoot van het geheel en alles berust volledig op suggestie. Daardoor is het onmogelijk de verhaallijn volledig helder te krijgen. Deze aanpak zorgt ervoor dat de toeschouwer een zekere mate van spanning voelt, als bij een detective.

### New Hollywood
In 1967 was de film Bonnie and Clyde uitgekomen. De film was een kassucces en bracht bij de studio's in Hollywood het besef dat het oude Hollywood voorbij was. In Bonnie and Clyde is zeer expliciet geweld te zien en veel seksuele verwijzingen. Dit was mogelijk geworden nu de censuur van de Hays Code op Hollywoodfilms was verdwenen. De film leidde de fase in van New Hollywood, waarbij niet langer de studio's de macht hadden, maar de focus verschoof naar de regisseurs. Easy Rider, vol met drugs, geweld, seks en een nadruk op de hippiecultuur, bevestigde voor de studio's dat het oude Hollywood had afgedaan. Voortaan kregen avant-garderegisseurs die konden werken met lage budgetten complete controle over de film. Dit leidde in de jaren zeventig tot de doorbraak van regisseurs als Woody Allen, Francis Ford Coppola, Martin Scorsese, George Lucas en Steven Spielberg. De fase zou begin jaren tachtig eindigen met de gigantische flops van Heaven's Gate (1980) en One from the Heart (1982).

Dennis Hopper, aanvankelijk gezien als de voorman van New Hollywood kwam niet verder dan The Last Movie (1971). De film flopte zo enorm dat Hopper de eerste tien jaar geen film meer mocht regisseren. Ook Fonda zakte door het ijs, zijn The Hired Hand (1971) was eveneens een gigantische flop. De twee hadden al spanningen gehad tijdens de opnamen van Easy Rider, en stonden daarna tegen over elkaar bij een rechtszaak over het auteurschap van de film.

### Ode aan de vrijheid
Het thema van Easy Rider is vrijheid. Aan de oppervlakte lijkt de film te gaan over twee drugdealers die rijk worden van een cocaïnedeal en dit gaan vieren in New Orleans, maar in wezen is de film een ode aan de vrijheid, wat wordt weerspiegeld in het weidse landschap van de VS waar de twee doorheen rijden. De motor is zowel symbool van die vrijheid als personage. Tegelijkertijd toont de film een dwarsdoorsnede van de verschillende Amerikaanse culturen, zoals de hippiebeweging, maar ook de ultrarechtse en racistische rednecks. Wyatt en Billy behoren noch tot de hippies noch tot de rednecks, en zijn echt vrij. Dit laatste wordt ze ook fataal; als je niet tot een groep behoort, dan heb je geen bescherming, hetgeen leidt tot vernietiging. Alleen op de weg op hun choppers zijn ze echt vrij. De bijbehorende muziek, de eerste keer dat rockmuziek als onderdeel van de film werd gebruikt (afgezien van Beatlesfilms als Help!) onderstreept dit net zo goed als de prachtige beelden van het Amerikaanse landschap.

## Prijzen en nominaties
Dennis Hopper ontving de Prix de la première œuvre tijdens het Filmfestival van Cannes van 1969. Voor de Academy Awards kreeg Jack Nicholson een nominatie voor beste mannelijke bijrol en was er een nominatie voor het beste originele scenario.

## Documentaires
- Interviews in Easy Rider: Shaking the Cage. A Making-of documentary.
- The Making of Easy Rider featurette on the 35th Anniversary Deluxe DVD Edition